# یاره
یاره (به لاتین: Jary) یک روستا در لهستان است که در گمینا اوبورنگکی شلانسکیه واقع شده‌است.
 یاره  ۱۱۰ نفر جمعیت دارد و ۱۳۰ متر بالاتر از سطح دریا واقع شده‌است.